# Luci Decimi
Luci Decimi (en llatí Lucius Decimius) va ser un ambaixador romà que l'any 171 aC fou enviat com ambaixador al rei il·liri Gentius, per intentar que aquest estigués al costat de Roma a la guerra contra Perseu de Macedònia. No va aconseguir el seu propòsit i es va sospitar que havia estat subornat per Gentius.